# Tain-l'Hermitage
Tain-l'Hermitage is een gemeente in het Franse departement Drôme (regio Auvergne-Rhône-Alpes). De plaats maakt deel uit van het arrondissement Valence. 
Het stadje ligt aan linkeroever (oostkant) van de Rhône, 20 km stroomopwaarts van Valence. Aan de andere kant van de rivier, die op deze plaats bijna 200 meter breed is, ligt het grotere Tournon-sur-Rhône (departement Ardèche). Beide gemeenten maken deel uit van een agglomeratie van circa 30.000 inwoners. Tain-l'Hermitage telde op 1 januari 2022 5.890 inwoners. 
Een groot deel van de gemeente - vooral de hellingen - bestaat uit wijngaarden, waar de bekende Rhônewijnen crozes-hermitage en hermitage worden gemaakt. Het zou om de oudste wijngaarden van Frankrijk gaan. 

## Geschiedenis
In de Romeinse Tijd heette de plaats Tegna (waar de naam Tain is van afgeleid) Ze lag op de verbindingsweg tussen Lyon (Latijn: Lugdunum) en Marseille (Latijn: Massilia); de weg liep langs de oevers van de Rhône. De nederzetting kende een cultus voor de godin Cybele, zoals op andere plaatsen in de Rhônevallei. Tegna lag in een uithoek van het gebied ingenomen door de Allobroges, een Gallo-Romeinse stam. 
Sinds de Middeleeuwen maakte Tain deel uit van de Dauphiné. De plaats had sinds 1309 stadsrechten. De handel in zout en wijn via de Rhône zorgde voor welvaart. De latere Franse koning Karel V (toen dauphin) huwde er in 1350 met Johanna van Bourbon. 
In 1825 bouwde de ingenieur Marc Seguin een eerste brug tussen Tain en Tournon over de Rhône. Het was de eerste grote hangbrug van het Europese continent. De brug werd in 1865 vernield. Seguin bouwde er tussen 1847 en 1849 nog een tweede, bredere brug, die nog altijd bestaat. In 1858 kwam er daarnaast een moderne hangbrug. 
In 1920 werd de naam van de gemeente Tain veranderd in Tain-l'Hermitage, naar de hermitage (kluizenarij) die er bestond en zijn naam gaf aan de wijn aldaar. 

## Bezienswaardigheden
In het centrum staat het Stierenoffer-altaar, een monument voor een taurobolium dat stamt uit de Romeinse tijd.
De brug uit 1849, de Passerelle Marc Seguin, is een van de oudste nog bestaande hangbruggen en mag alleen door voetgangers worden gebruikt.
Bovenop de heuvel tussen de wijngaarden staat een (heropgebouwde) kapel van de oude hermitage, met een spectaculair zicht op de omgeving. 

## Geografie
De oppervlakte van Tain-l'Hermitage bedraagt 4,85 vierkante kilometer; de bevolkingsdichtheid is 1259 inwoners per km² (per 1 januari 2019). 

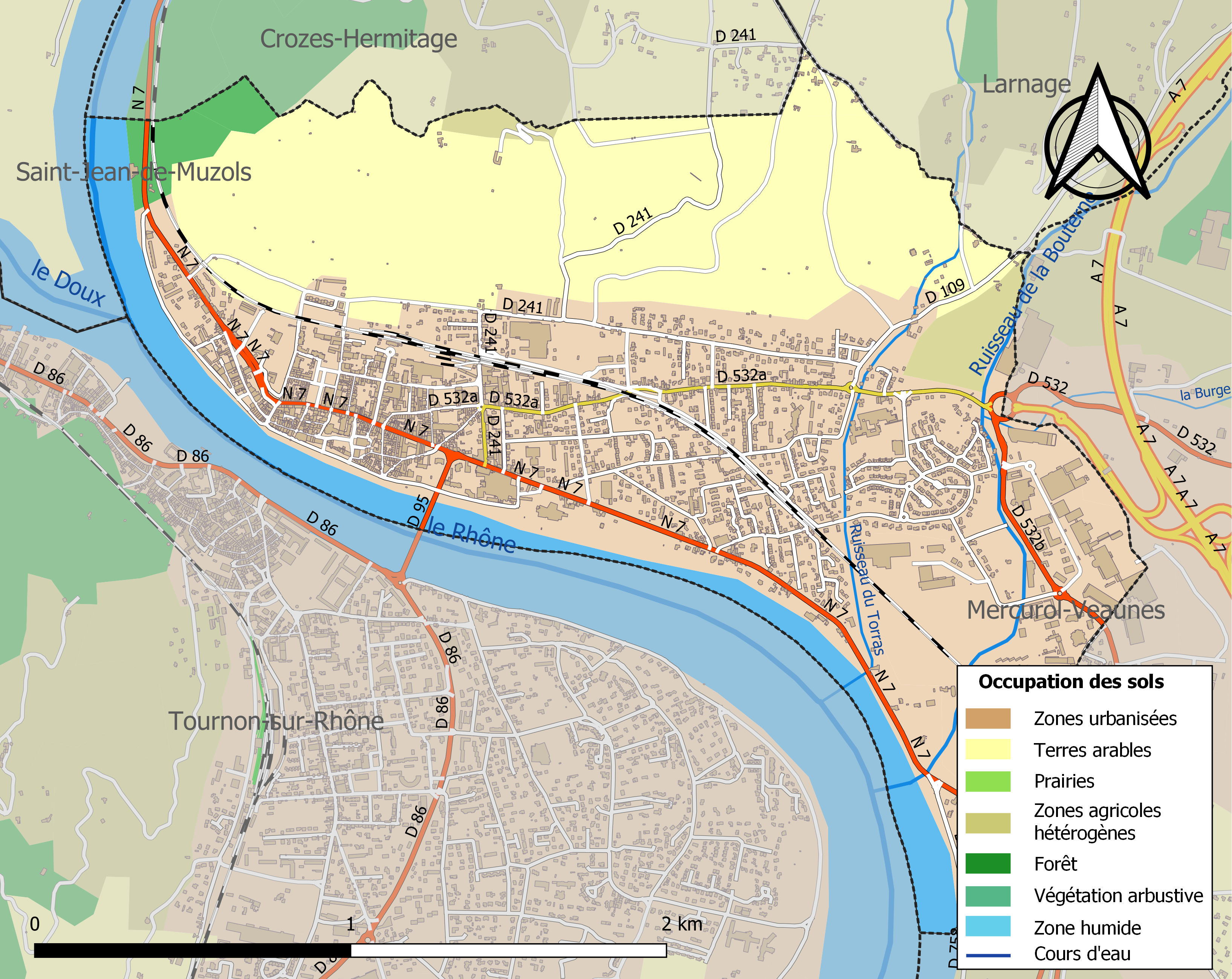
Kaart van de gemeente met belangrijkste infrastructuur, bodemgebruik en omliggende gemeenten

## Verkeer en vervoer
In de gemeente ligt spoorwegstation Tain-l'Hermitage - Tournon.

## Demografie
Onderstaande figuur toont het verloop van het inwonertal (bron: INSEE-tellingen).

## Afbeeldingen

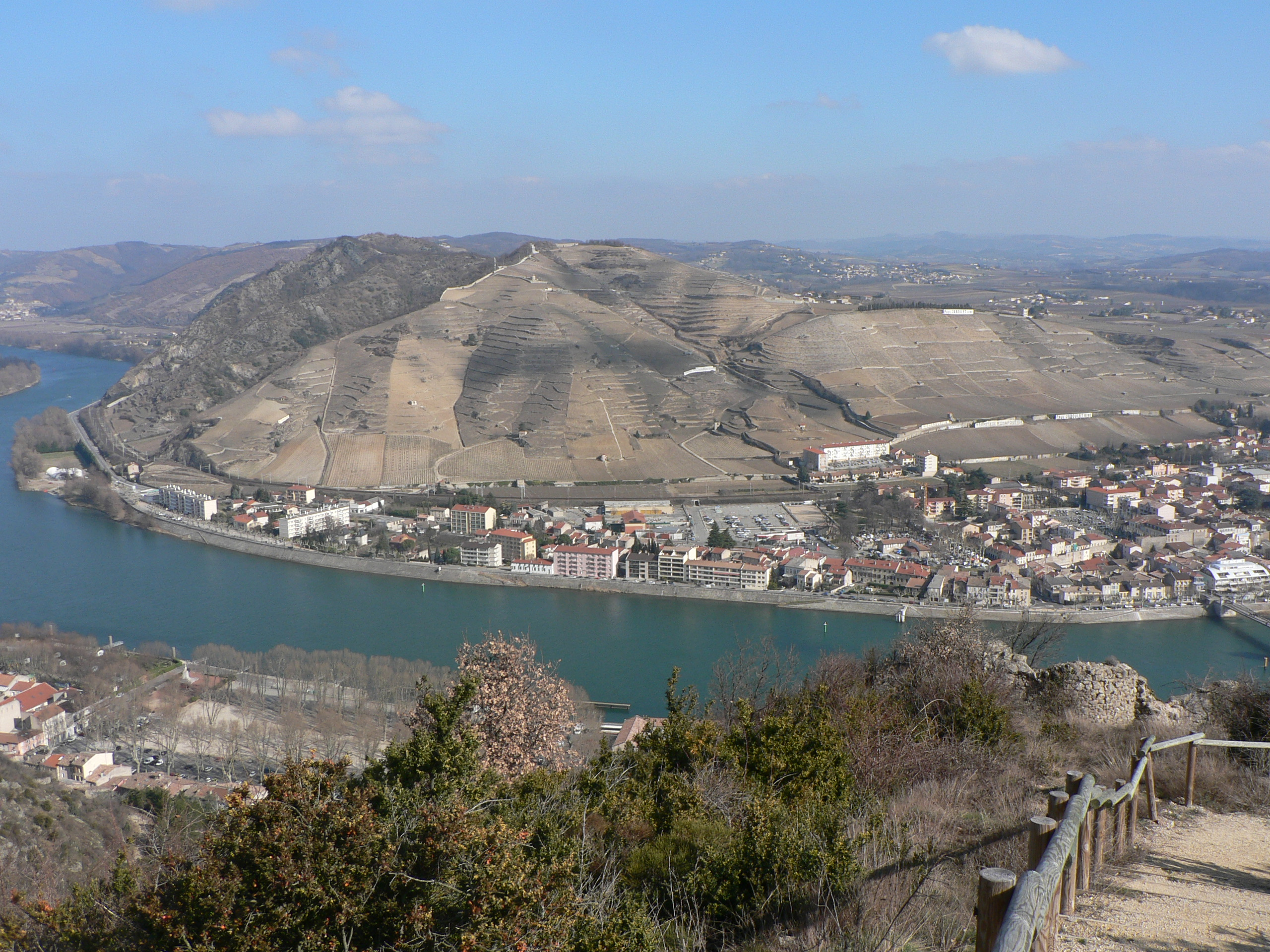
Gezicht op Tain-l'Hermitage
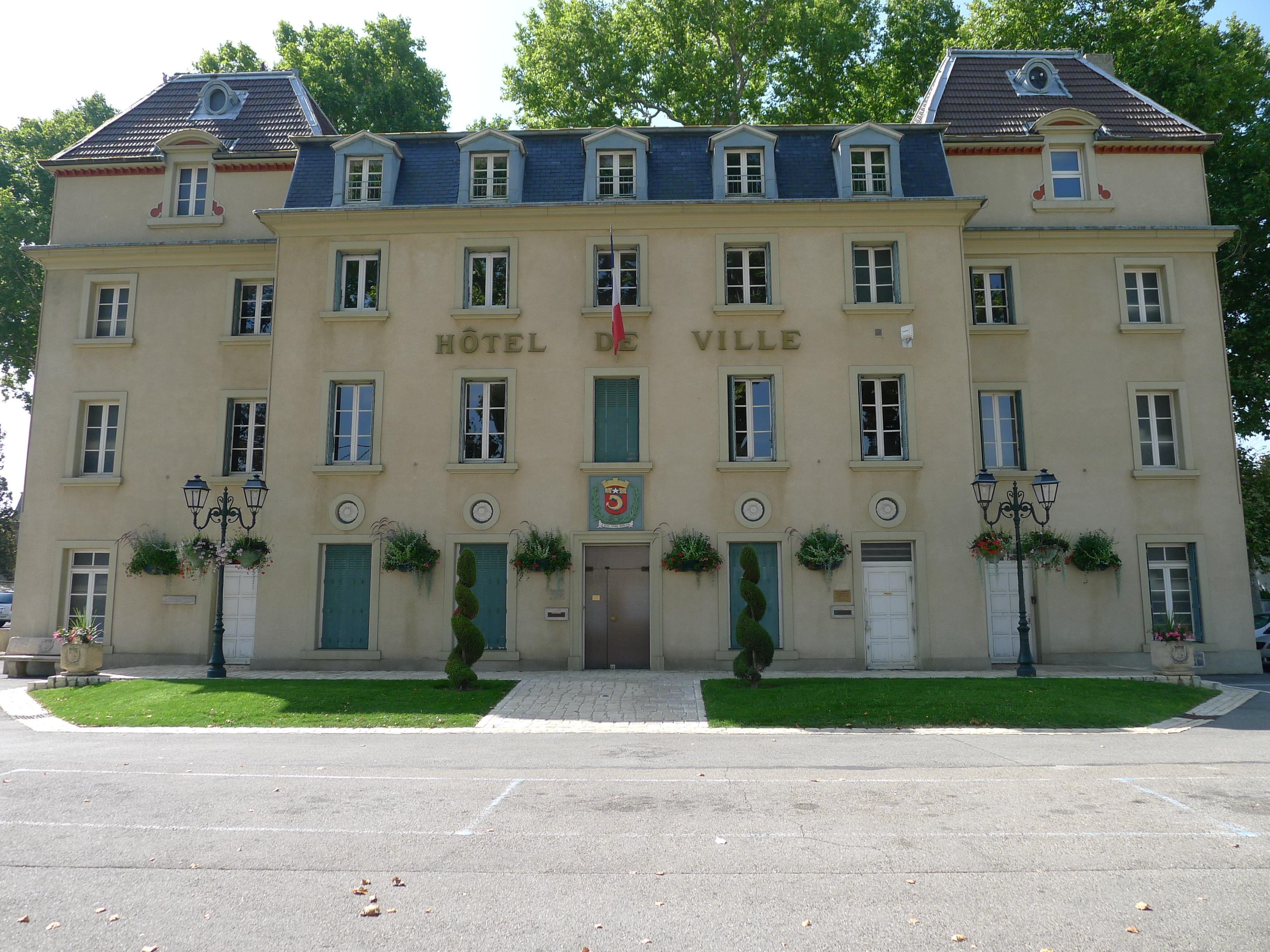
Gemeentehuis
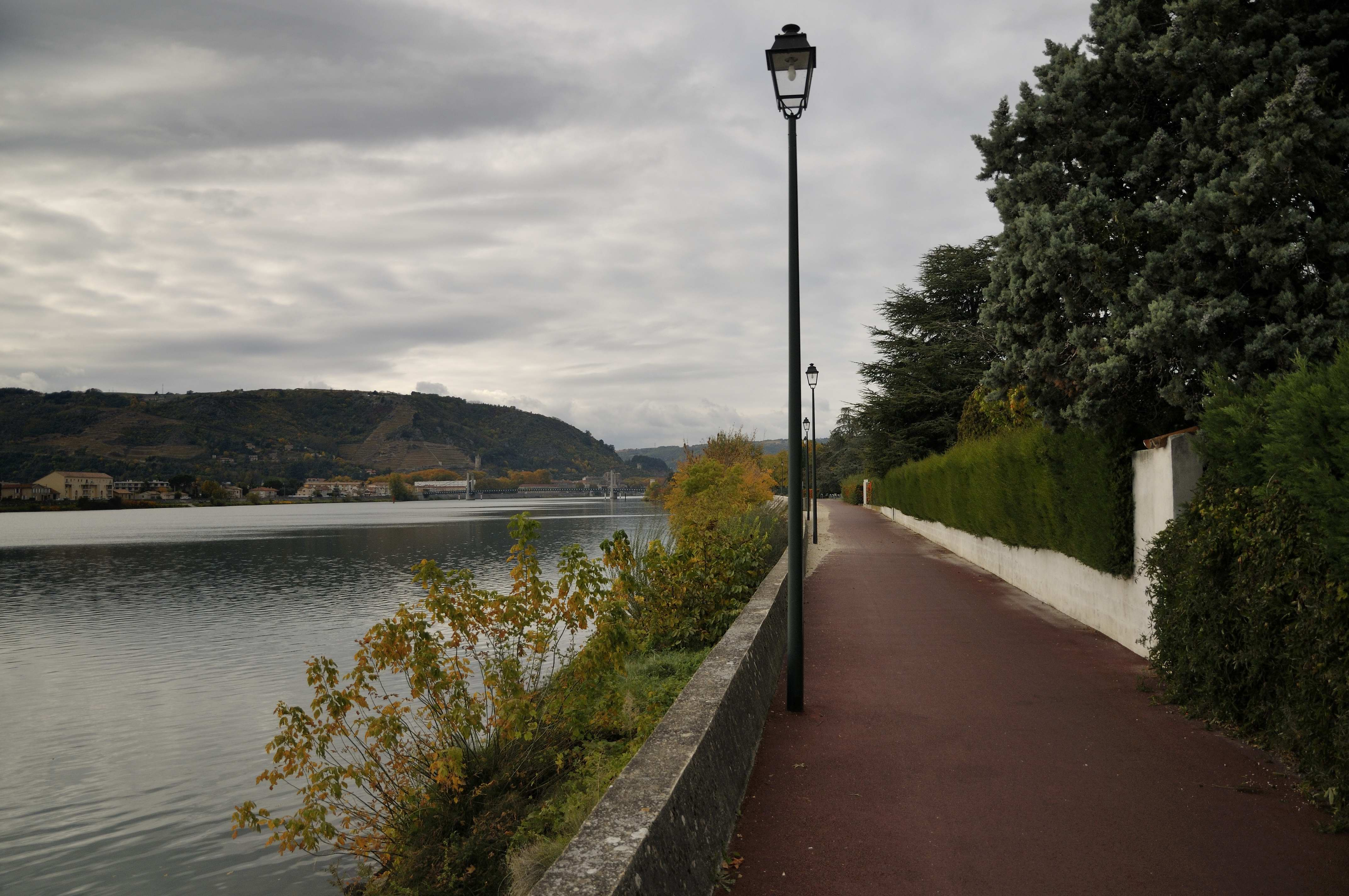
Wandelpad langs de Rhône
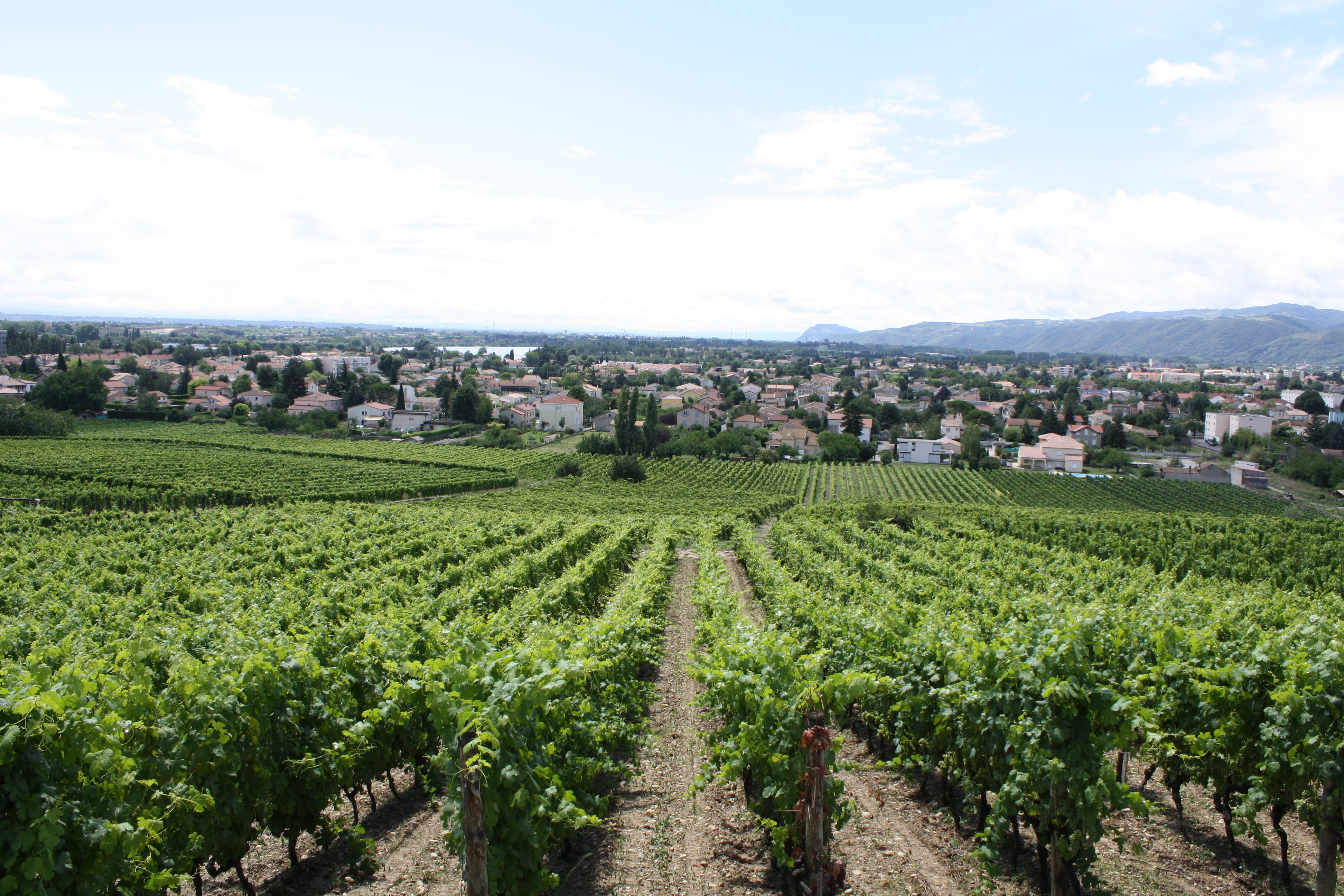
Wijngaarden